# Philippe Béha
 (juillet 2020).
Si vous disposez d'ouvrages ou d'articles de référence ou si vous connaissez des sites web de qualité traitant du thème abordé ici, merci de compléter l'article en donnant les références utiles à sa vérifiabilité et en les liant à la section « Notes et références ».
Philippe Béha, né le 1er janvier 1950 à Casablanca, est un illustrateur canadien, arrivé au Québec en 1976. 
Il fait des études à l'école supérieure des arts décoratifs de Strasbourg. 
Dès son arrivée au Canada, il travaille comme concepteur visuel à Radio-Québec.

## Œuvres

### Littérature jeunesse

#### En tant qu'auteur et illustrateur
- Musimaux, Éditions Ovale, 1983
- L'arbre, Éditions Ovale, 1984
- La mer, Éditions Ovale, 1985
- C'est à qui?, Éditions Ovale, 1985
- Combien?, Éditions Ovale, 1985
- Je m'habille, Éditions Ovale, 1985
- Où dors-tu?, Éditions Ovale, 1985
- Au cœur de la tête, éditions Les 400 coups, 1996
- La reine rouge, éditions Les 400 coups, 2001
- Pas si bête, Hurtubise HMH, 2005
- Ah! ha!, Hurtubise HMH, 2007
- J'ai perdu mon chat, Éditions Imagine, 2008
- Mon ami Henri, Éditions Scholastic, 2012
- L'abécédaire du pet, Soulières éditeur, 2014

#### En tant qu'illustrateur
- Seul au monde de Robert Soulières, Québec/Amérique, 1982
- Bonne fête Pétunia de Malou, Publications Graphicor, 1982
- Gédéon a peur la nuit de Malou, Publications Graphicor, 1982
- On part en ballon de Malou, Publications Graphicor, 1982
- Le Soleil de Malou, Publications Graphicor, 1982
- Le Soulier de Pétunia de Malou, Publications Graphicor, 1982
- Dors, petit ours de Sylvie Assathiany et Louise Pelletier, Ovale, 1982
- Mes cheveux de Sylvie Assathiany et Louise Pelletier, Ovale, 1982
- J'aime Claire de Sylvie Assathiany et Louise Pelletier, Ovale, 1982
- Pipi dans le pot de Sylvie Assathiany et Louise Pelletier, Ovale, 1982
- Grand-maman de Sylvie Assathiany et Louise Pelletier, Ovale, 1983
- Mon bébé-sœur de Sylvie Assathiany et Louise Pelletier, Ovale, 1983
- Où est ma tétine? de Sylvie Assathiany et Louise Pelletier, Ovale, 1983
- Quand ça va mal de Sylvie Assathiany et Louise Pelletier, Ovale, 1983
- Un secret bien gardé, Chrystine Brouillet, La Courte Échelle, 1983
- Tony et Vladimir : un conte de Robert Soulières de Robert Soulières, CLF, 1984
- Par la bave de mon crapaud de Danielle Marcotte, Ovale, 1984
- Les Nuits d'Arthur (avec Danielle Marcotte), Ovale, 1986
- Bébert et cie (avec Célestin De La Grange), Brault et Bouthillier, 1987
- La maison sans trésor (avec Célestin De La Grange), Brault et Bouthillier, 1987
- Les Aventures de Carafus de Célestin De La Grange, Brault et Bouthillier, 1987
- Les métaphores chez Monsieur Ovide (avec Célestin De La Grange), Brault et Bouthillier, 1987
- Le bout du monde de Henriette Major, Héritage jeunesse, 1987
- Les jeux de Pic-Mots (avec Marie-Antoinette Delolme), Graficor, 1988
- Les grandes menaces de Marie-Hélène Jarry, Éditions du Raton laveur, 1989
- Mais que font les fées avec toutes ces dents? de Michel Luppens, Éditions du Raton laveur, 1989
- Krocobill et Robot-Bix de Alain Serres, La Farandole, 1990
- On a perdu la tête de Sylvie Nicolas, Héritage Jeunesse, 1995
- Mais où les fées des dents vont-elles chercher tout cet argent? de Michel Luppens, Éditions du Raton laveur, 1996
- Biscuits in the cupboard de Barbara Nichol, Stoddart Kids, 1997
- J'aime les poèmes de Henriette Major, Hurtubise HMH, 2002
- Les Devinettes d'Henriette (avec Henriette Major), 2004
- Que faire si des extraterrestres atterrissent sur votre tête de Mario Brassard, Soulières éditeur, 2004
- Alexa Gougougaga de Dominique Demers, Québec Amérique jeunesse, 2005
- La Plus belle histoire d'amour (avec Dominique Demers), 2006
- Les oreilles de grand-père de Louise Tondreau-Levert, Éditions du Renouveau pédagogique, 2006
- D'Alex à Zoé : un abécédaire de Bertrand Gauthier, Québec Amérique jeunesse, 2006
- La folie des spaghettis de Robert Soulières, Éditions du Renouveau pédagogique, 2006
- Jongleries (avec Henriette Major), Hurtubise HMH, 2006
- Les Indésirables de Paule Brière, éditions Les 400 coups, 2006
- Les pays inventés (avec Henriette Major), Hurtubise HMH, 2007
- Le meilleur moment de Andrée Poulin, Éditions Imagine, 2007
- De Mimi Petit à Tarzan Legrand de Bertrand Gauthier, Québec Amérique jeunesse, 2007
- Les flaques d'eau : poèmes et prières du printemps de Ghislain Bédard et Annie Pettigrew, Éditions Fides, 2007
- Le pire moment de Andrée Poulin, Éditions Imagine, 2008
- Ulysse et Pénélope de Louise Portal, Hurtubise HMH, 2008
- Chansons des quatre saisons, collectif, Éditions Fides, 2008
- Le dico de Tibo de Gilles Tibo, Soulières éditeur, 2009
- Filou et Zami se déguisent (avec Bertrand Gauthier), Québec Amérique jeunesse, 2009
- Filou s'amuse avec Zami (avec Bertrand Gauthier), Québec Amérique jeunesse, 2009
- Monsieur Leloup, livre-cd, Éditions Fides, 2009
- City kids : street & skyscraper rhymes de X.J. Kennedy, Tradewind Books, 2010
- Juliette et Roméo de Louise Portal, Éditions Hurtubise, 2010
- Les oreilles du roi de Katarina Jovanovic, Dominique et compagnie, 2011
- Le monde de Théo de Louis Émond, Éditions Hurtubise, 2011
- Méchant Coco de Lucie Papineau, Dominique et compagnie, 2011
- Le meilleur endroit ; le pire endroit de Andrée Poulin, Éditions Imagine, 2011
- Une orange de Angèle Delaunois, Éditions de l'Isatis, 2012
- La vérité sur les vraies princesses de Dominique Demers, Québec Amérique, 2012
- Abécédaire du père Noël (avec Jean Chapdelaine Gagnon), Les Heures bleues, 2012
- Nos enfants de A à Z (ouvrage coordonné par Louise-France Beaulieu), 2012
- 100 pas de géant de Muriel Comeau, Jeanne d'Arc Martin et Carole Filion, Éditions de la Bagnole, 2012
- Je suis riche! (avec Angèle Delaunois), Éditions de l'Isatis, 2013
- Pissenlit mon ami de Andrée Poulin, Éditions de l'Isatis, 2013
- Time for flower, time for snow : a retelling of the legend of Demeter and Persephone de Glen Huser, Tradewind Books, 2013
- Parler pour les enfants de Dr Gilles Julien, Éditions Libre Expression, 2014
- Poisson d'automne de Rhéa Dufresne, éditions Les 400 coups, 2014
- Collation d'hiver de Rhéa Dufresne, éditions Les 400 coups, 2014
- L'étrange peur de Monsieur Pampalon de Louis Émond, Dominique et compagnie, 2014
- Un moteur, deux portes, vingt-sept illustrateurs : l'abécédaire fou de la Bagnole, un livre de Robert Soulières et ses amis, Soulières éditeur, 2014

##### Série Lia (écrite parDanielle Simardet publiée par Héritage jeunesse)
- Lia et le nu-mains, 1994
- Lia et les sorcières, 1995
- Lia dans l'autre monde, 1996

##### Série Alexis (écrite parDominique Demerset publiée parQuébec Amérique)
- Marie la chipie, 1997
- Toto la brute, 1992 chez courte échelle
- Valentine picotée, 1991 chez courte échelle
- Roméo Lebeau, 1999
- Léon Maigrichon, 2000
- Alexa Gougougaga, 2005
- Macaroni en folie, 2009

##### Série Victor (écrite par Denis Vézina et publiée par Soulières éditeur)
- Victor et Victor, 2007
- Victor l'invincible, 2008
- Un chat nommé Victor, 2009

##### Série du roi Bougon (écrite et illustrée par Philippe Béha et publiée par les éditionsLes 400 coups)
- La journée du roi Bougon, 2011
- Un ami pour le roi Bougon, 2012
- Le cirque du roi Bougon, 2012

##### Série Fairy tale cookbooks
Série écrite par Jane Yolen
- Fairy tale feasts : a literary cookbook, Tradewind Books, 2006
- Fairy tale lunches, Alphabet Soup, 2010
- Fairy tale breakfasts, Alphabet Soup, 2010
- Fairy tale dinners, Alphabet Soup, 2010

### Autres livres
- L'enjeu des mots : billets calembouresques de Denys Lessard, Stanké, 1995
- Enfers et paradis de la vie conjugale de Pierre-Yves Boily, Stanké, 1996
- Creative crafts for critters (avec Nancy Furstinger), Stoddart Kids, 2000
- Dictionnaire québécois instantané de Benoît Melançon, Éditions Fides, 2004
- L'écologie en ville : 25 leçons d'écologie de terrain, collectif, Éditions Fides, 2006
- À table en famille : recettes et stratégies pour relever le défi de Marie Breton et Isabelle Edmond, Flammarion Québec, 2006
- Recettes pour épater : la bonne cuisine pour petits et grands de Philippe Mollé, Éditions Fides, 2007
- La gestion par proverbes de Louis Roquet, Éditions Fides, 2008
- La gestion en images de Louis Roquet, Éditions Fides, 2014

### Affiches
- Téléthon des étoiles, donnons-leur les moyens, 198-
- Des romans enlevants, séduisants, romantiques, envoûtants..., 1980
- Festival des films du monde de Montréal, 1989
- Fête de la chanson française d'ici, parce que ça nous chante!, 1989
- Le show du refuge, 1992
- Famille au cœur : année internationale de la famille, 1993
- À vos murs, 1993
- Lire c'est fou, 1993
- L'aventure prend ses ailes, 1994
- 11ième Festival de cinéma international, Sainte-Thérèse, Sainte-Adèle, 1995
- Rendez-vous d'août... aux Francofolies, 1995
- L'Orchestre symphonique de Montréal... présente les Concerts Loto-Québec dans les parcs, 1995
- Québec, il y a longtemps que je t'aime, 1996
- L'Orchestre symphonique de Montréal... présente les Concerts Loto-Québec dans les parcs, 1996
- Battements d'ailes, 1997
- Partager ses passions, enrichir son monde, 1997
- La Presse et Ckoi présente la LNI 20 ans déjà!, 1997
- Programmation 99, 1998
- Étudiez en France, pourquoi pas vous?, 1998
- Les programmes d'échanges d'étudiants, une ouverture sur le monde..., 1998
- L'encre du rêve, 1999
- La sortie du printemps... les feuilletés sont arrivés, 1999
- Semaine québécoise de la citoyenneté, 1999
- Plus beau, plus fou! Ça déménage au Salon, 2000
- Salon du livre de Trois-Rivières : que la passion jaillise!, 2001
- Salon du livre de Trois-Rivières : à la folie, 2002
- Salon du livre de Trois-Rivières : la fougue de nos 15 ans, 2003
- Quand l'impatience au volant conduit à l'agressivité... c'est dangereux!, 2003
- La charte montréalaise des droits et responsabilités, 2005
- Lire à tout vent, semaine du livre canadien pour la jeunesse, 2008
- Silence, on vaccine, un film de Lina B. Moreco, 2009

## Prix et distinctions
- 1982 - Médaille d'argent du Toronto Art Directors Club
- 1983 - Prix de littérature de jeunesse du Conseil des Arts du Canada
- 1988 - Prix littéraire du Gouverneur général
- 1989 - Finaliste au Prix du Gouverneur général
- 2003 : Prix illustration jeunesse[2] pour ses illustrations de J'aime les poèmes (texte de Henriette Major)
- 2004 - Prix Québec-Wallonie-Bruxelles de littérature de jeunesse (conjointement avec Henriette Major)
- 2006 - Prix du livre jeunesse des bibliothèques de Montréal
- 2008 : Prix illustration jeunesse[2] pour ses illustrations de  Les pays inventés (texte de Henriette Major)